# NGC 6497
NGC 6497 (ook: NGC 6498) is een balkspiraalstelsel in het sterrenbeeld Draak. Het hemelobject werd op 16 september 1885 ontdekt door de Amerikaanse astronoom Lewis A. Swift.

## Synoniemen
- UGC 11020
- MCG 10-25-109
- ZWG 300.87
- IRAS 17506+5929
- PGC 60999